# Wantij (oceanografie)

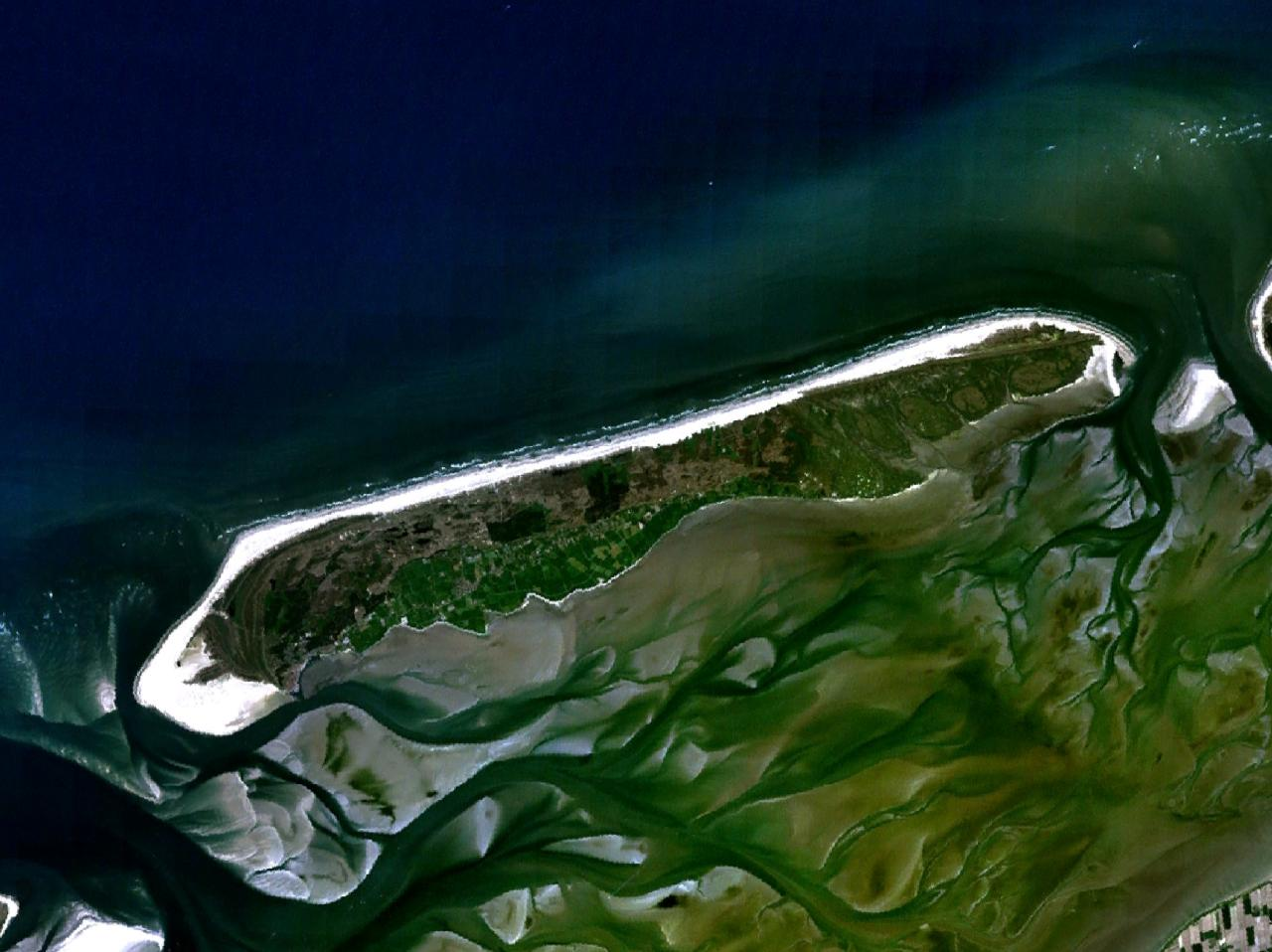
Het wantij van Terschelling, herkenbaar als een zone waarin geen geulen te zien zijn, op ongeveer twee derde vanaf het westen van het eiland; rechts onderaan is nog net de Friese kust te zien.

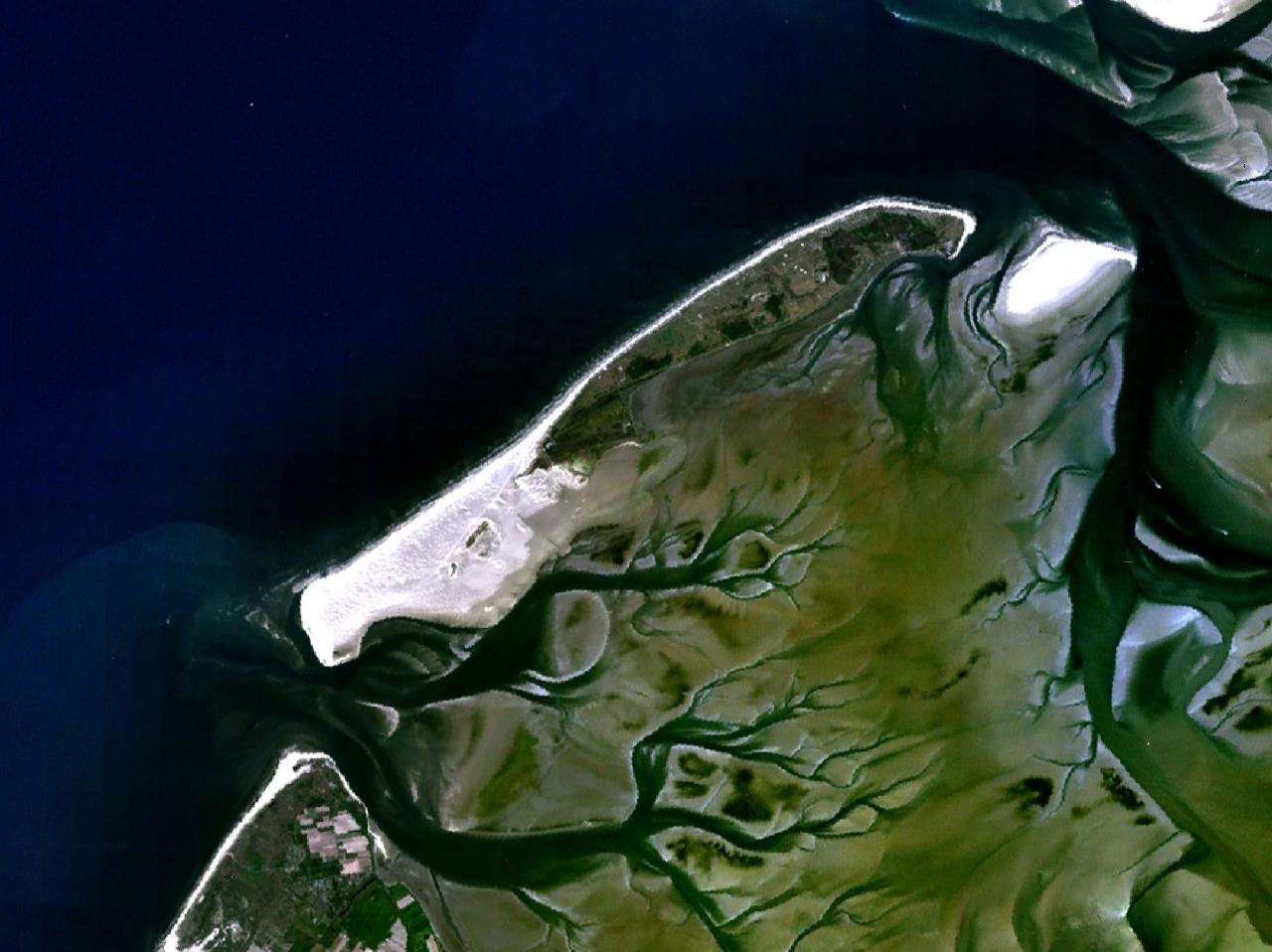
Het wantij van Vlieland; duidelijk te zien is dat vooral vanuit het westen en in mindere mate vanuit het oosten geulen in steeds fijnere vertakkingen op het wantij uitlopen. Linksonder is de noordkant van Texel te zien, met tussen beide eilanden het Eierlandse Gat.

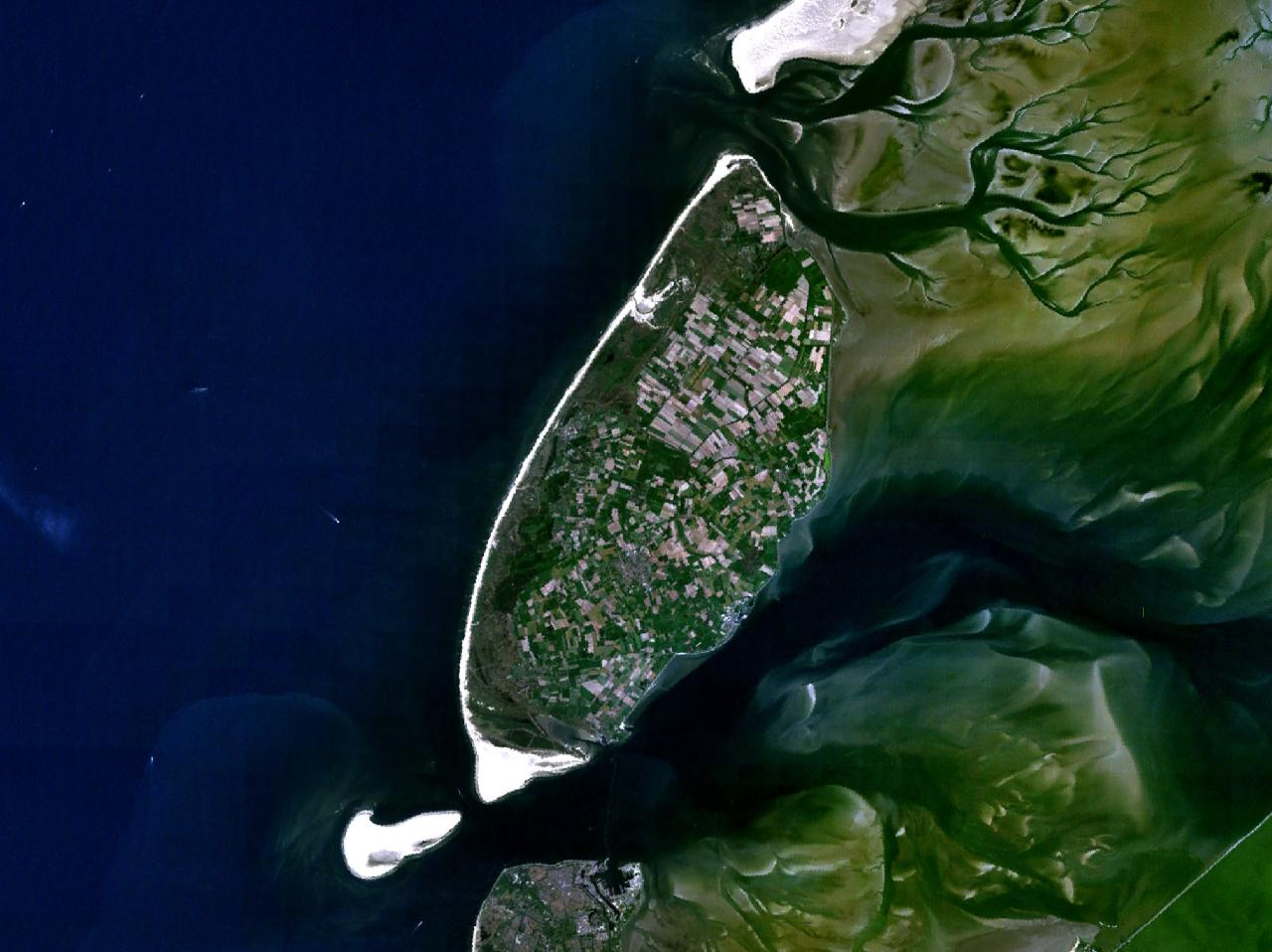
Texel, met aan de oostkant het wantij en de verbinding daarvan met het wantij van Vlieland. Ten zuiden van Texel is het Marsdiep, en rechtsonder de Afsluitdijk duidelijk zichtbaar.

Het wantij is de plaats, gelegen tussen een eiland en de kust, waar tijdens vloed de beide getijstromen samenkomen die zich via de zeegaten aan weerszijden van het eiland naar het gebied tussen eiland en kust bewegen. Op het wantij is wel sprake van eb en vloed maar nauwelijks van stroming. In gebieden met een zachte bodem, zoals in de Waddenzee, bezinkt daarom op deze plek het meeste slib, met als gevolg dat het wantij vaak een ondiepe zone is. Het wantij is bijna nooit één plek maar vrijwel altijd een lijn tussen kust en eiland.
Voor vaartochten die over het water tussen eiland en kust voeren, is het wantij vaak een barrière; voor wadlopen daarentegen is het een richtlijn: de wadlooproute ligt doorgaans over of vlak bij het wantij.

## Wantij in Noord Nederland
Bij de enige eilanden die in Nederland, sinds de aanleg van de Deltawerken, nog een wantij hebben, de Waddeneilanden, ligt het wantij niet midden achter het eiland, maar naar het oosten verschoven. Dit komt doordat het tijdstip van opkomend water langs de Nederlandse kust van west naar oost verloopt: het wordt in Den Helder eerder hoogwater dan in Delfzijl. Als gevolg daarvan komt de vloedstroom langs de westkant van een eiland eerder binnen dan die langs de oostkant en ontmoeten ze elkaar dus ook oostelijk van het midden.
Bij de eilanden Terschelling, Ameland en Schiermonnikoog loopt het wantij vanaf het eiland naar de vaste wal. Op de afbeelding van het wad tussen Terschelling en de Friese kust, hiernaast, is het wantij te zien op ongeveer twee derde vanaf het westen van Terschelling, als een zone waarin niet of nauwelijks geulen te zien zijn. Door het Eierlandse Gat, het ondiepe zeegat tussen Vlieland en Texel, stroomt zo weinig water dat de wantijen van de twee eilanden in elkaar overlopen. In principe is er ook een wantij dat van het gecombineerde wantij van Vlieland en Texel naar de Friese kust loopt en waar de vloedgolven die door het Marsdiep en door de Vliestroom komen elkaar ontmoeten. De nog altijd relatief recente afsluiting van de Zuiderzee heeft tot gevolg dat geulen en platen in dit gebied nog veranderen en dat dit wantij nog niet goed herkenbaar is als een ondiep gedeelte in de Waddenzee. Daarom wordt er vanaf de vaste wal naar de eilanden Terschelling, Ameland en Schiermonnikoog gelopen en kan dat niet naar Vlieland en Texel. Sporadisch wordt er wel door wadlopers gelopen tussen Texel en Vlieland.
In 1872 is de Dam Holwerd-Ameland aangelegd, een dam over het wantij tussen Holwerd aan de Friese kust en Ameland. Na een paar weken sloeg een storm al gaten in deze dam, en in 1882 is het onderhoud aan de dam beëindigd. De pier van de veerhaven van Holwerd ligt op restanten van deze dam. Tegenwoordig ligt het wantij van Ameland door de afsluiting van de Zuiderzee en het naar het oosten 'wandelen' van de eilanden een stuk oostelijker.
Niet alleen het wandelen van de eilanden heeft invloed op de locatie van het wantij. Het verzanden van een zeegat door het wegvallen van zijn komberging heeft ook invloed. Een voorbeeld hiervan is de inpoldering van de Friese Middelzee, gevolgd door het verlanden van het Koggediep. Het plotseling wegvallen van een deel van de komberging van de Vliestroom, tussen Vlieland en Terschelling, als gevolg van de aanleg van de Afsluitdijk, heeft ook invloed. Een in relatie tot de komberging te groot en te diep zeegat aan de westzijde van Terschelling geeft een extra impuls aan de inkomende vloedstroom. De kwelders die rond 1970 nog ter hoogte van Formerum, Lies en Hoorn op Terschelling aanwezig waren zijn bijna geheel weggespoeld door de grotere onrust in het water. Ook hier is het wantij een stuk oostelijker komen te liggen. Een ander voorbeeld is de afsluiting van de Lauwerszee, waardoor het wantij van Schiermonnikoog zich naar het oosten verlegde.

## Wantij in Zuid Nederland
Voor de aanleg van de Deltawerken waren er in Zeeland ook veel wantijen. Bij de aanleg van dammen heeft men hier zoveel mogelijk de plaatsen van een bestaand wantij gekozen, omdat op deze plaatsen de stroomsnelheid gering was, en daardoor de aanleg relatief eenvoudig. Het maken van dammen op een wantij was ook noodzakelijk omdat, als hier geen dam gelegd zou worden, er ter plaatse van het wantij wel stroming zou ontstaan bij afsluiting van een hoofdgeul. Hierdoor zou lokaal sterke verdieping ontstaan die tot instabiliteit van de oevers zou kunnen leiden. De Grevelingendam en de Hellegatsdam zijn om die reden aangelegd. 